# Liste des arrondissements d'Indre-et-Loire

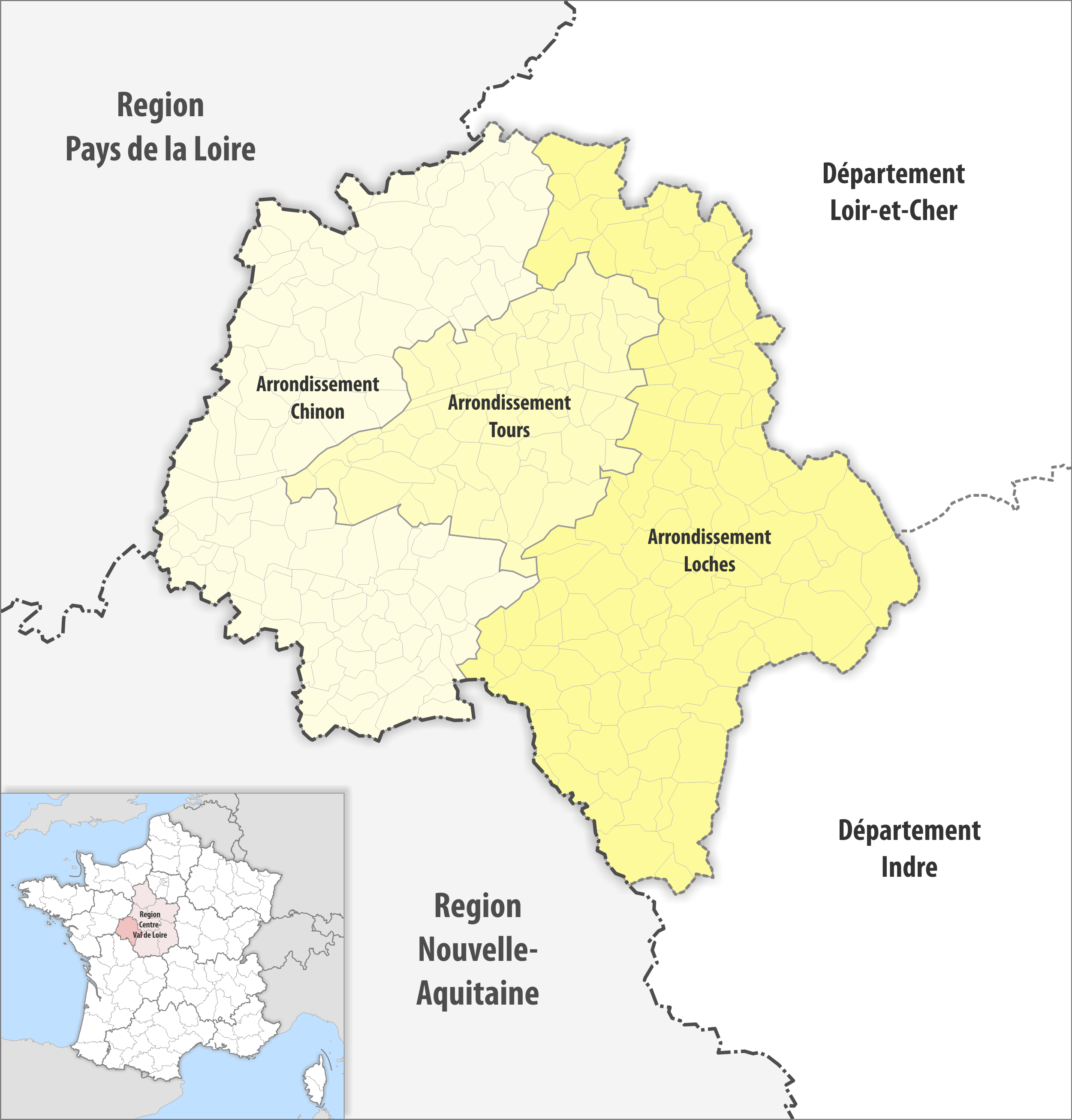
Carte du découpage administratif des arrondissements d'Indre-et-Loire en 2018.

Le département français d'Indre-et-Loire est subdivisé en trois arrondissements.

## Composition
| Nom                      | Code Insee | Superficie (km2) | Population (dernière pop. légale) | Densité (hab./km2) | Modifier             |
| ------------------------ | ---------- | ---------------- | --------------------------------- | ------------------ | -------------------- |
| Arrondissement de Chinon | 371        | 2 296,50         | 104 144 (2022)                    | 45                 | modifier les données |
| Arrondissement de Loches | 373        | 2 742,50         | 117 350 (2022)                    | 43                 | modifier les données |
| Arrondissement de Tours  | 372        | 1 087,60         | 394 832 (2022)                    | 363                | modifier les données |
| Indre-et-Loire           | 37         | 6 127,00         | 616 326 (2022)                    | 101                | modifier les données |

## Présentation
L'Arrondissement de Chinon est administré par la sous-préfecture de Chinon. Il regroupe sept cantons, quatre-vingt-sept communes et 84 022 habitants.
L'Arrondissement de Loches est administré par la sous-préfecture de Loches. Il fut supprimé en 1926 au profit de celui de Tours avant d'être rétabli en 1942 dans ses limites de 1926. Il regroupe six cantons et soixante-sept communes pour un total de 49 911 habitants.
L'Arrondissement de Tours est administré à partir de la préfecture de Tours. Il englobe vingt-quatre cantons, cent vingt-trois communes et totalise 449 150 habitants.

## Histoire
- 1790 : création du département d'Indre-et-Loire avec sept districts : Amboise, Châteaurenault, Chinon, Langeais, Loches, Preuilly, Tours
- 1800 : création des arrondissements : Chinon, Loches, Tours
- La loi du 21 juillet 1824 distrait le canton de Château-la-Vallière de l'arrondissement de Chinon et le réunit à celui de Tours.
- 1926 : suppression de l'arrondissement de Loches
- 1942 : restauration de l'arrondissement de Loches

## Pour approfondir